# Poptún
Poptún è un comune del Guatemala facente parte del dipartimento di Petén.